# Sciadia olivacea
Sciadia olivacea là một loài bướm đêm trong họ Geometridae.